# Bruce Langhorne
Bruce Langhorne (Tallahassee, 11 maggio 1938 – Los Angeles, 14 aprile 2017) è stato un chitarrista e polistrumentista statunitense celebre per la sua collaborazione con Gordon Lightfoot, e per aver ispirato Bob Dylan per il celebre brano Mr. Tambourine Man, riferimento ad egli stesso.

## Biografia

### Gli inizi
Iniziò ad accompagnare il cantante folk Brother John Sellers nei club del Greenwich Village, iniziando presto a lavorare con altri musicisti. Langhorne ha lavorato con molti dei maggiori interpreti del folk revival degli anni '50 e '60, tra cui Tommy Makem, Joan Baez, Carolyn Hester, Judy Collins, Peter LaFarge, Gordon Lightfoot, Hugh Masekela, Babatunde Olatunji, Peter, Paul and Mary, Tom Rush, Steve Gillette e Buffy Sainte-Marie. Ha registrato per la prima volta nel 1961, con Carolyn Hester, quando ha incontrato Bob Dylan. In seguito disse di Dylan: "Pensavo che fosse un cantante terribile e un falso completo, e pensavo che non suonasse l'armonica così bene... Non ho davvero iniziato ad apprezzare Bobby come qualcosa di unico fino a quando non ha iniziato a scrivere". Nel 1963 accompagnò Dylan in The Freewheelin' Bob Dylan, e nel 1965 fu uno dei tanti chitarristi dell'album Bringing It All Back Home.

### Compositore di musica da film
Dopo aver fatto parte della band di Gordon Lightfoot dal 1966 al 1967, Langhorne compose la musica per il film western di Peter Fonda Il ritorno di Harry Collings (1971), che combinava sitar, violino e banjo. Ha anche fornito le colonne sonore per il film di fantascienza di Fonda del 1973 Idaho Transfer e per il suo film del 1976 Fighting Mad (diretto da Jonathan Demme). Altri film con le colonne sonore di Langhorne includono Stay Hungry (1976), Melvin and Howard (1980) e Night Warning

### L'ispirazione per Mr. Tambourine
Il personaggio del titolo della canzone di Bob Dylan "Mr. Tambourine Man" è stato probabilmente ispirato da Langhorne, che era solito suonare un grande tamburo turco a cornice nelle esibizioni e nelle registrazioni. Il tamburo, che Langhorne acquistò in un negozio di musica nel Greenwich Village, aveva delle piccole campane attaccate intorno al suo interno, che gli davano un suono tintinnante molto simile a quello di un tamburello. Langhorne utilizzò lo strumento soprattutto nelle registrazioni di Richard Fariña. Il tamburo è ora nella collezione del Bob Dylan Center di Tulsa.
Langhorne morì a Venice (Los Angeles) nel 2017.

## Discografia

### Solista
- 1971 - The Hired Hand
- 2006 - Highway 61 Entertainment
- 2011 - Mr.Tambourine Man

### Con Gordon Lightfoot
- 1966 - Lightfoot!
- 1967 - The Way I Feel

### Con Bob Dylan
- 1965 - Bringing It All Back Home

### Con i Folk Singers of Washington Square
- 1961 - Folk Singer of Washington Square

### Collaborazioni
- 1966 - Rainy Day Raga - Peter Walker
- 1967 - Mixed Bag - Richie Havens
- 1968 - The Circle Game - Tom Rush
- 1969 - Avalanche - Eric Andersen
- 1973 - Five and Dime - David Ackles
- 1991 - Planet Drum - Mickey Hart
- 1995 - dance for the Rainbow Serpent - Santana
- 1998 - Vanguard Session: Baez Sings Dylan - Joan Baez